# Gösta Smith
Sven Gunnar Gösta Smith, född 5 november 1896 i Stockholm, död 20 januari 1991, var en svensk ingenjör.
Gösta Smith var son till vice häradshövdingen Edvard Gustaf Magnus Smith och brorson till Salomon Smith. Han avlade studentexamen i Stockholm 1914 och utexaminerades från Tekniska högskolan 1919. Under 1920 var han ingenjör vid AB Sveriges litografiska tryckerier. Efter ett par års tryckeritekniska studier i USA inträdde han 1923 som driftsingenjör vid AB Centraltryckeriet i Stockholm. Från 1936 var han VD i AB Centraltryckeriet, Iduns Tryckeri AB och AB Hasse W. Tullberg samt disponent i Esselte AB. Smith var ledamot av styrelsen för Skolan för bokhantverk från 1943 och ordförande i styrelsen för Grafiska institutet från 1944. Smith var även ordförande i Boktryckarkammaren från 1943 (dessförinnan vice ordförande från 1936) och styrelseledamot i Sveriges Reklamförbund från 1939, Sveriges grafiska industriförbund från 1942 och Stockholms boktryckareförening från 1948.